# Целестин II
Целестин II (лат. Celestinus PP. II; в миру Гвидо дель Кастелло, итал. Guido del Castello (или de Castellis); ? — 8 марта 1144) — Папа Римский с 26 сентября 1143 года по 8 марта 1144 года.

## Биография
Гвидо родился в Читта-ди-Кастелло, Тоскана, и, вероятно, был сыном местного дворянина, Никколо ди Кастелло. В юности учился у Абеляра. В конце концов Гвидо начал свою карьеру в Риме в качестве иподиакона при папе Каликсте II. В 1127 году он был возведен в кардинал-диаконы церкви Санта-Мария-ин-Виа-Лата папой Гонорием II. Во время очередной схизмы Гвидо поддержал Иннокентия II, и тот в 1128 году возвел его в сан кардинала церкви Сан-Марко. Как кардинал Сан-Марко он поддержал требования Иннокентия в отношении аббатства Монтекассино, и в знак своей веры в него Иннокентий сделал Гвидо ректором Беневенто. После этого папа сделал его папским легатом во Франции в 1140 году. В ноябре 1138 года совместно с двумя кардиналами (в том числе своим будущим преемником Луцием II) он участвовал от имени Иннокентия II в диспуте против трёх приверженцев Анаклета II, но желанного результата (убедить Рожера II перестать поддерживать антипапу) не достиг. Через два дня после смерти папы Иннокентия II Гвидо был избран его преемником (25 сентября 1143) и принял имя Целестина II.

## Папство
Целестин управлял церковью всего пять месяцев и тринадцать дней, и его понтификат был заполнен развивающимся конфликтом с римским сенатом, требовавшим от пап отказа от светской власти. Целестин II не признал королевского титула Рожера II, хотя такое решение было принято Иннокентием II, лишив себя, тем самым, возможности получить помощь от сицилийского короля. Он поддержал Плантагенетов в их борьбе за английский престол с домом Блуа. Чтобы это продемонстрировать, он отказался продлевать статус легата, который предоставил Иннокентий II брату короля Стефана Блуаского, Генриху Блуаскому. По просьбе французского короля Людовика VII отменил интердикт, наложенный его предшественником папой Иннокентием II. Целестин II скончался 8 марта 1144 года в монастыре Святого Себастьяна на холме Палатин и был похоронен в Латеранском дворце.
Целестин II является первым в череде пап, фигурирующих в так называемом «Предсказании о папах», опубликованном в 1595 году, но изначально приписываемому Малахии (XII век). Согласно этому «пророчеству» у Целестина II должно быть не менее 111 преемников.